# Fontana del Delfino
La fontana del Delfino si trova nella piazzetta di Via Pignolo che collega la parte bassa della città di Bergamo fino alle mura veneziane della parte alta.

## Storia
Via Pignolo è la strada di Bergamo, urbanizzata nel XVI secolo, più caratteristica della città, formatasi contemporaneamente alla costruzione delle mura veneziane è un agglomerato di palazzi cinquecenteschi di notevole valore architettonico. La fontana del Delfino è stata costruita contemporaneamente al formarsi della via, sull'incrocio che collegava le vecchie plaghe Pelabrocco e del Cornasello, che conducevano attraverso via Osmano, all'altura di sant'Agostino.
La fontana era alimentata dall'acquedotto di origine romana detto di Prato Baglioni dal nome del suo antico proprietario, corrispondente alla località Colle Aperto, che percorreva via Boccola dopo piazza Mascheroni fino alla fara raggiungendo Via Pignolo.
La fontana è di autore ignoto, la sua costruzione risale al 1526, probabilmente commissionata da una di quelle famiglie proprietarie dei palazzi presenti già dai primi anni del XVI secolo.

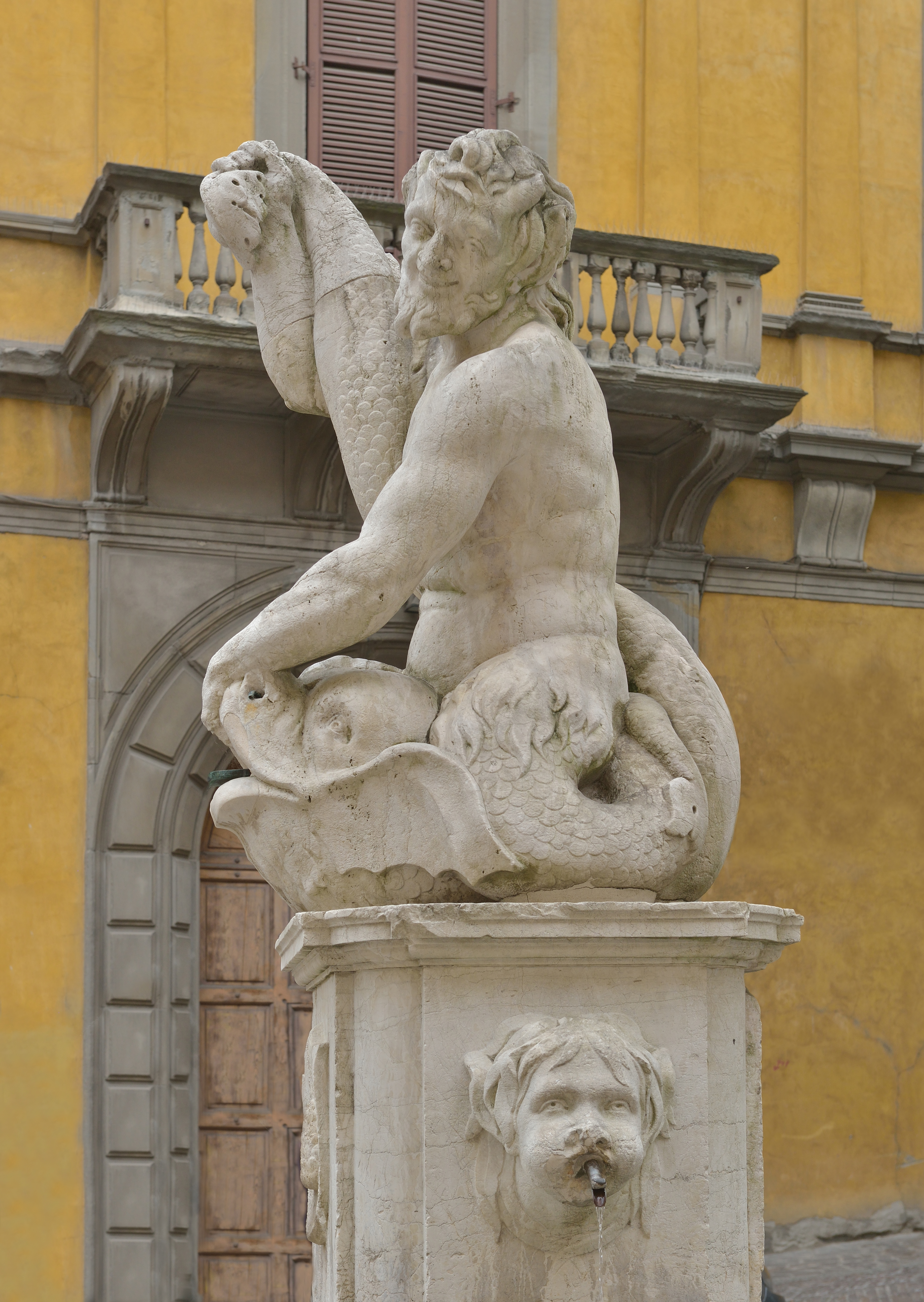
Bergamo fontana del delfino

## Architettura
La fontana, non di grandi dimensioni, è composta da una vasca a pianta ovale posta su di uno scalino dentro la quale è posizionata una stele a forma quadrata con gli angolari ricurvi in marmo bianco di Zandobbio. Su due lati del pilastro vi sono due mascheroni raffiguranti divinità marine con la capigliatura a foglie dalle cui bocche spruzza l'acqua.
Il gruppo scultoreo presente sulla stele, rappresenta un tritone a due code di pesce, che cavalca un delfino dalla lunga coda in un movimento plastico. Dalla bocca del delfino sgorga acqua.
Una grossa pigna scolpita sulla stele rappresenta l'antico simbolo della via, che prima di essere urbanizzata era un bosco di conifere, da questo il toponimo. 

La scultura è di ottima fattura plastica, le movenze del tritone con le tre code di pesce, perfettamente riconoscibile da qualsiasi punto di vista, riconducono l'opera ad uno scultore, benché ignoto, di elevata qualità artistica.